# Pezoloma griseum
Pezoloma griseum är en svampart som beskrevs av Clem. 1909. Pezoloma griseum ingår i släktet Pezoloma och familjen Leotiaceae.   Inga underarter finns listade i Catalogue of Life.